# Кодо (микрорегион)

Кодо на карте.

Кодо (порт. Microrregião de Codó) — микрорегион в Бразилии, входит в штат Мараньян. Составная часть мезорегиона Восток штата Мараньян. Население составляет 264 258 человек (на 2010 год). Площадь — 9910,262 км². Плотность населения — 26,67 чел./км².

## Демография
Согласно сведениям, собранным в ходе переписи 2010 г. Национальным институтом географии и статистики (IBGE), население микрорегиона составляет:
| Полное население                             | Полное население                             | Полное население                             | Полное население                             | 264 258 |
| -------------------------------------------- | -------------------------------------------- | -------------------------------------------- | -------------------------------------------- | ------- |
| в том числе:                                 | Городское население                          | 174 309                                      | Процент городского населения, %              | 65,96   |
|                                              | Сельское население                           | 89 949                                       | Процент сельского населения, %               | 34,04   |
|                                              | Мужское население                            | 130 345                                      | Процент мужского населения, %                | 49,32   |
|                                              | Женское население                            | 133 913                                      | Процент женского населения, %                | 50,68   |
| Плотность населения, чел/км²                 | Плотность населения, чел/км²                 | Плотность населения, чел/км²                 | Плотность населения, чел/км²                 | 26,67   |
| Население микрорегиона в % к населению штата | Население микрорегиона в % к населению штата | Население микрорегиона в % к населению штата | Население микрорегиона в % к населению штата | 4,02    |

## Статистика
- Валовой внутренний продукт на 2003 год составляет 387 369 690,00 реалов (данные: Бразильский институт географии и статистики).
- Валовой внутренний продукт на душу населения на 2003 год составляет 1536,48 реалов (данные: Бразильский институт географии и статистики).
- Индекс развития человеческого потенциала на 2000 год составляет 0,550 (данные: Программа развития ООН).

## Состав микрорегиона
В составе микрорегиона включены следующие муниципалитеты:
1. Алту-Алегри-ду-Мараньян
2. Капинзал-ду-Норти
3. Кодо
4. Коруата
5. Периторо
6. Тимбирас